# Andrea Previtali
Andrea Previtali, detto il Cordeliaghi (Brembate di Sopra, 1480 circa – Bergamo, 1528), è stato un pittore italiano.

## Biografia

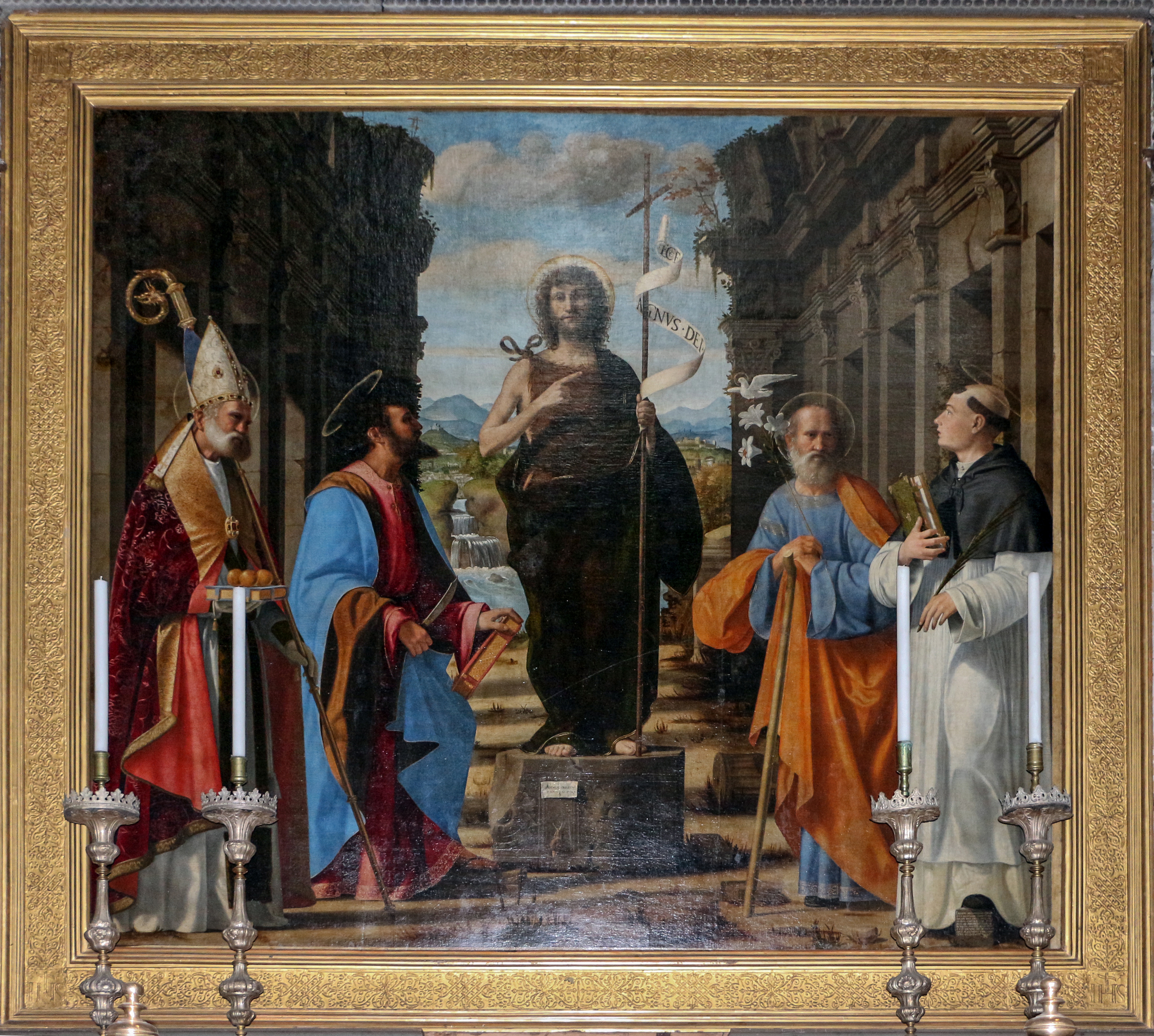
Giovanni Battista, san Nicola e altri santi, Bergamo, Chiesa di Santo Spirito

Andrea Previtali, figlio di Martino, originario di Berbenno, valle Imagna, lavoratore di cordicelle, nacque assai probabilmente nella sua valle, forse a Brembate di Sopra Le sue innate doti artistiche lo condussero in giovane età a Venezia, uno dei principali centri artistici del tempo. Dall'attività artigianale svolta, la famiglia veniva riconosciuta con il soprannome Cordelleagi, cosa che sicuramente non dispiacque al Previtali che firmò alcune opere come Andrea Cordelle agi o Andrea Bergomensis Questo indicherebbe la presenza di altre famiglie Previtali a Venezia, questo a indicare come la fine del Quattrocento molte famiglie si spostarono dalle valli bergamasche in laguna alla ricerca di lavoro.
Il Previtali firmò alcune sue opere eseguite a Venezia come Andrea Bergomensis, mentre quando fece ritorno nella città orobica firmò i suoi lavori Andreas Privitalus.
Qui si formò ed affinò la sua abilità grazie a Giovanni Bellini, che lo ospitò nella propria bottega, risulta presente nel 1502 dove viene indicato come Ioanis Bellini dissipulus  sul dipinto Madonna col Bambino e donatore che si trova nel Museo civico di Padova considerata la sua prima opera. I dipinti giovanili, tra cui ritratti ed incantevoli paesaggi, risentono delle influenze di pittori quali il Carpaccio, Giorgione e Palma il Vecchio, che l'artista incontrò durante il suo soggiorno presso la Serenissima. Dal 1510 l'artista non firmò più le sue opere come allievo di bottega del Bellini, questo lo considererebbe emancipato.

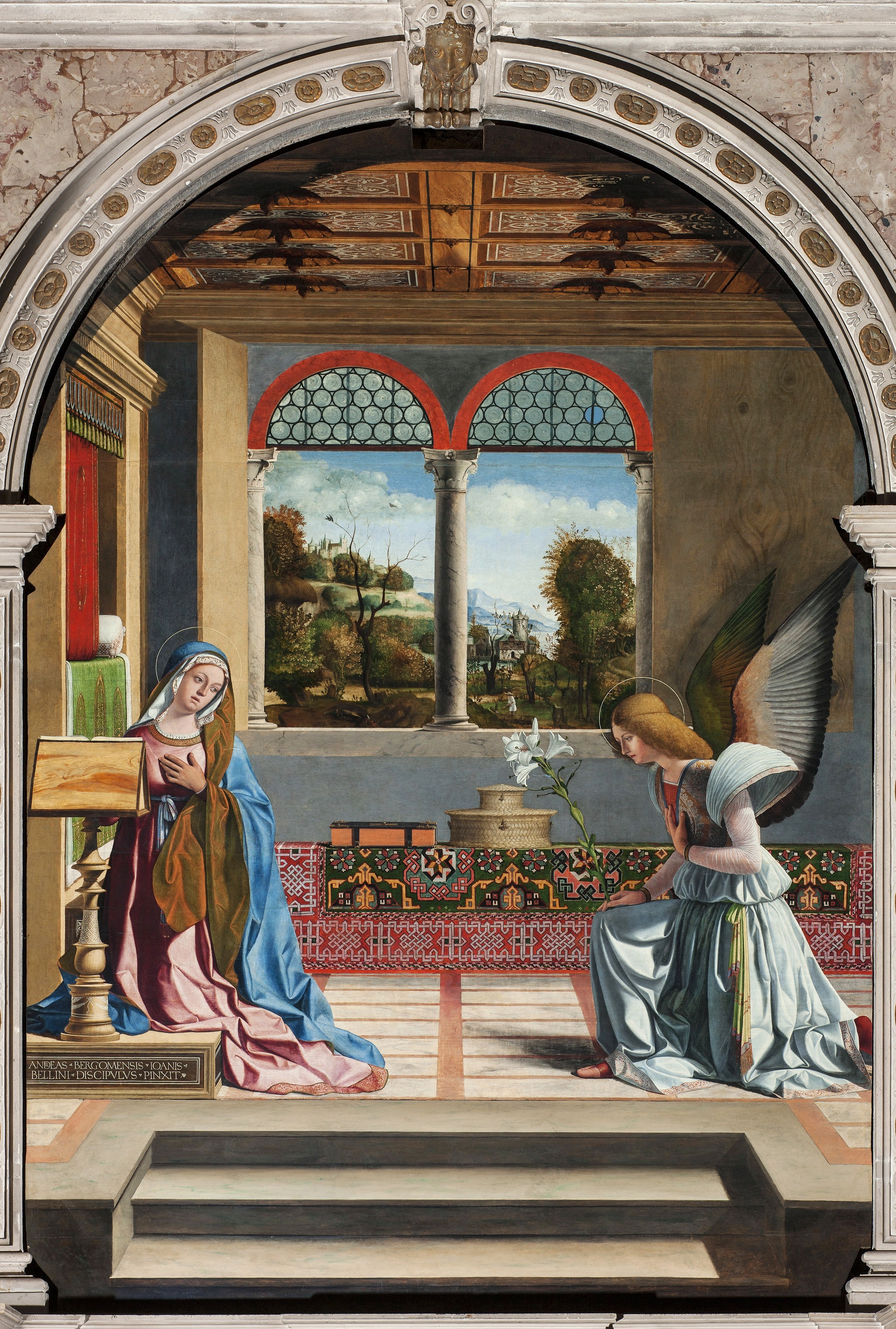
Annunciazione, Vittorio Veneto, chiesa di Santa Maria Annunziata

Attorno al 1511 il Previtali tornò a Bergamo, probabilmente chiamato dalla famiglia Casotti de Mazzoleni sua compaesana. Furono quattro i primi lavori che gli vennero commissionati,  nel 1512 dipinge quella che è la sua prima opera importante: il San Sigismondo nella chiesa di Santa Maria del Conventino, trittico di cui rimane solo una parte; affreschi per Paolo Casotti nel villa Zogna, poi staccati e conservati a Trescore raffiguranti arti e mestieri; la pala con San Giovanni Battista tra altri santi, sempre su commissione di Giovanni e Bartolomeo Casotti per la chiesa di Santo Spirito e la Pala di sant'Orsola conservata presso l'Accademia Carrara, commissionata dalla Scuola di Sant'Orsola per l'altare posto nella chiesa di Sant'Agostino.
Nel 1512 a Bergamo arrivò Lorenzo Lotto e il Previtali si lasciò influenzare dalle sue opere, collaborando con lui tanto che quando il Lotto tornerà a Venezia, sarà lui il tramite nella realizzazione e controllo delle tarsie del coro di Santa Maria Maggiore ad opera di Giovan Francesco Capoferri.
Nel 1519 erano probabilmente molte le commissioni ricevute che, per poterle meglio realizzare, aprì una bottega e del 13 novembre l'atto firmato dal notaio Gianantonio Rota per l'affitto di locali presso la chiesa di San Michele al Pozzo Bianco in via Porta Dipinta.
Nel 1524 realizzò la pala di san Benedetto per la cattedrale di sant'Alessandro, che è considerata la sua opera più importante. 
Fu maestro del pittore Agostino Facheris da Caversegno. Di questo alunnato resta il polittico, dipinto a due mani, commissionato dai Gozzi per la loro cappella in Santo Spirito. Le sue numerose opere riguardavano principalmente la sfera della devozione, con ritratti molto realisti e luminosi, frutto di raffinatezza e perizia.
La sua duttilità di carattere e capacità prensile, gli permise di avvicinarsi a tanti artisti e saperne trarre esempio, questo denota il suo modo umile ma intelligente di porsi verso la pittura, sapendo non rischiare mai in lavori per lui di difficile esecuzione.
Nulla si conosce della sua vita privata, non sono presenti documenti che indichino matrimoni e non vi è documentazione di testamenti. L'ultimo documento che lo testimonia in vita è del 26 febbraio 1528, ed è l'atto che lo cita garante di un suo parente che si trovava nelle carceri per insolvibilità. Si è a conoscenza solo della morte, avvenuta il 7 novembre 1528 di peste nella sua casa vicina alla chiesa di Sant'Andrea in Bergamo, solo grazie alle notizie riportate dallo storico dell'arte Francesco Tassi.

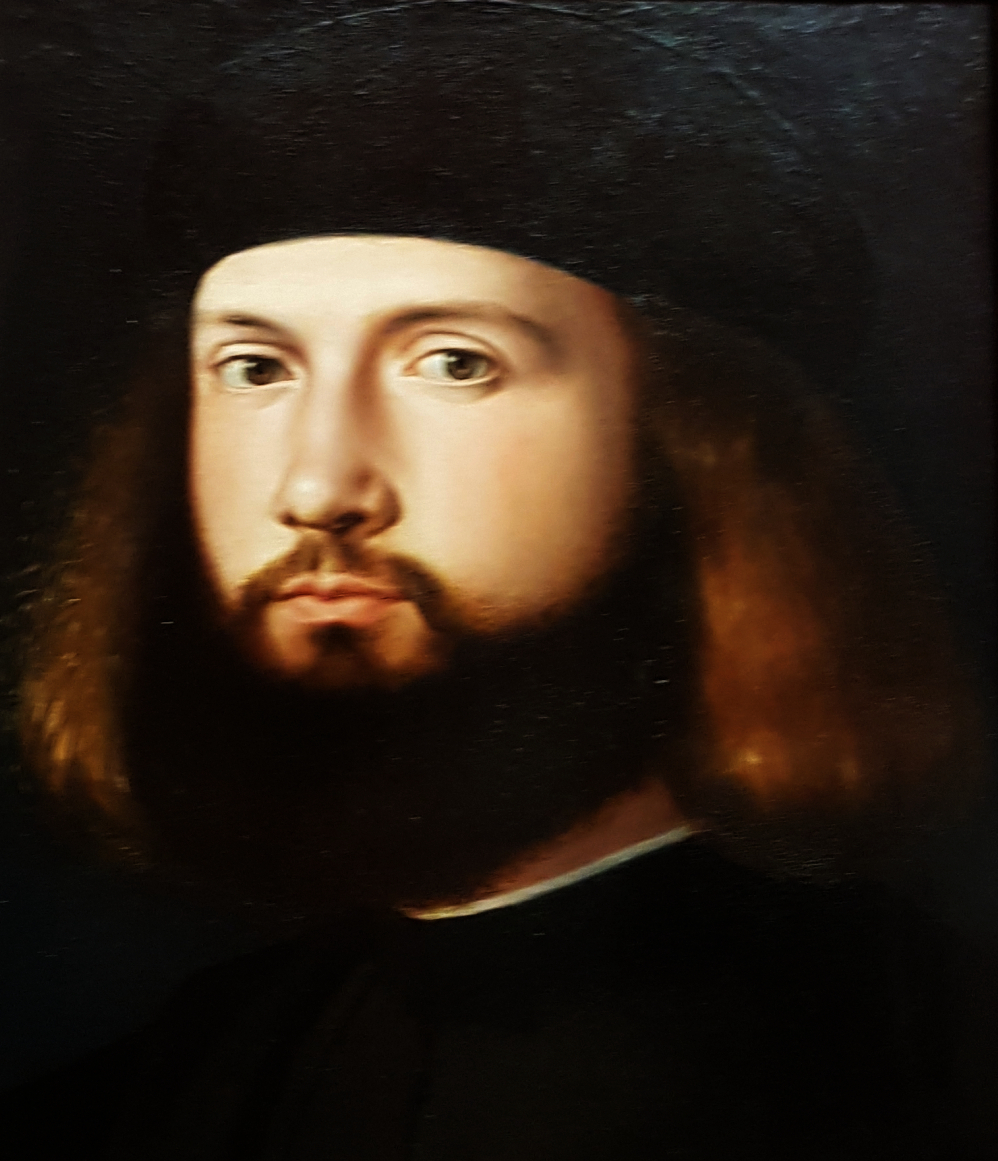
Ritratto d'uomo barbuto, 1510, Gemäldegalerie, Berlino

.

## Lo stile
La vicinanza artistica con il Bellini, avendo fatto l'apprendistato giovanile nella sua bottega, è visibile almeno nelle sue prime opere, così come le lezioni del Giorgione, di Cima da Conegliano, lo accostano alla scuola del rinascimento veneziano, anche se le sue raffigurazioni sacre, pur avvicinandosi alle opere dei maestri hanno una naturalezza e una spontaneità che rendono le sue opere uniche, l'artista pare volere abbattere le barriere tra il soggetto dipinto e l'osservatore, realizzando lavori che ben rappresentano il suo ingegno artistico.
(Mauro Zanchi)
Malgrado l'artista fosse dotato di una ottima qualità pittorica, e anche di una certa originalità nella sua raffigurazione iconografica, per questa vicinanza a grandi artisti, è stato di essere troppo citazionista dei suoi maestri e quindi mancante di quella novità che è la caratteristica dei grandi maestri. Sicuramente è stato un grande divulgatore di quell'arte cinquecentesca tanto innovativa sia a Venezia che sul territorio bergamasco, anche con la sua vicinanza con Lorenzo Lotto, di cui fu sicuramente grande amico.

Nelle sue raffigurazioni di Madonna si coglie il suo studio alla psiche femminile, vi fu infatti nell'artista la volontà di dipingere sul volto della Vergine